# Prealpi (azienda)
Prealpi S.p.A. Industria Casearia (brevemente Prealpi) è un'azienda casearia italiana fondata nel 1922 con sede a Varese, specializzata nella produzione di burro, formaggini spalmabili e formaggi a pasta fusa.

## Storia
L'azienda venne fondata nel 1922 da Luigi Prevosti, commendatore di origini lodigiane reduce dalla grande guerra (combatté da sottoufficiale dei bersaglieri e venne ferito da un proiettile shrapnel) che decise di aprire un piccolo burrificio nel centro di Varese, in via Robbioni, a poca distanza da Palazzo Estense: la ragione sociale originaria era Industria Casearia Prealpi Luigi Prevosti Varese. La produzione e distribuzione rimasero inizialmente a carattere vicinale.
Negli anni 1950 la produzione e il fatturato del caseificio aumentarono (accompagnati da un progressivo investimento in pubblicità), rendendo necessario uno stabilimento di maggiori dimensioni: nel 1955 l'azienda si trasferì nella nuova sede in viale Luigi Borri, nel quartiere periferico di Bizzozero. Intanto la guida dell'azienda passò al figlio di Luigi Prevosti (scomparso nel 1989), Gianni, affiancato per qualche tempo dal fratello Giorgio.
Negli anni del miracolo economico italiano iniziarono le produzioni di altri articoli caseari, quali formaggi a pasta molle e formaggini spalmabili, sia a marchio proprio che per terzi.
La conduzione è rimasta a carattere familiare: nel 1980 il figlio di Gianni, Luigi ("Gigi" per distinguerlo dal fondatore), entrò nell'azienda rivestendo il ruolo di amministratore delegato. Gianni divenne invece presidente, indi passò anche tale carica al figlio, tenendo per sé solo quella di presidente onorario fino alla sua scomparsa, il 15 aprile 2023. La quarta generazione è infine rappresentata dal figlio di Gigi, Giovanni.

## Prodotti

Logo in uso fino al 2022

La Prealpi ha il suo core business nella gamma dei burri, che comprende una decina di prodotti con caratteristiche differenti (presenza ridotta di colesterolo, assenza di lattosio, origine biologica, miscela con grassi vegetali, uso di panna da centrifugazione e burro chiarificato); inoltre produce e commercializza formaggi e formaggini a marchio proprio, tra cui creme spalmabili, mozzarelle e altri articoli a pasta filata. Nello stabilimento sono anche confezionati formaggi per conto terzi, quali Asiago, Groviera ed Emmentaler.